# Hôtel du Gouvernement (Samoa américaines)
Pour les articles homonymes, voir Government House.
L'hôtel du Gouvernement, également connu sous le nom de Bâtiment n°1, située à Pago Pago, est la résidence officielle du gouverneur des Samoa américaines. L'actuel gouverneur est Lolo Matalasi Moliga. Construit en 1903 sur le site de l'ancienne station navale de Tutuila, il a servi de centre gouvernemental depuis. Ajouté au Registre national des lieux historiques en 1972, il a été inscrit au National Historic Landmark en 1990.

## Historique et description

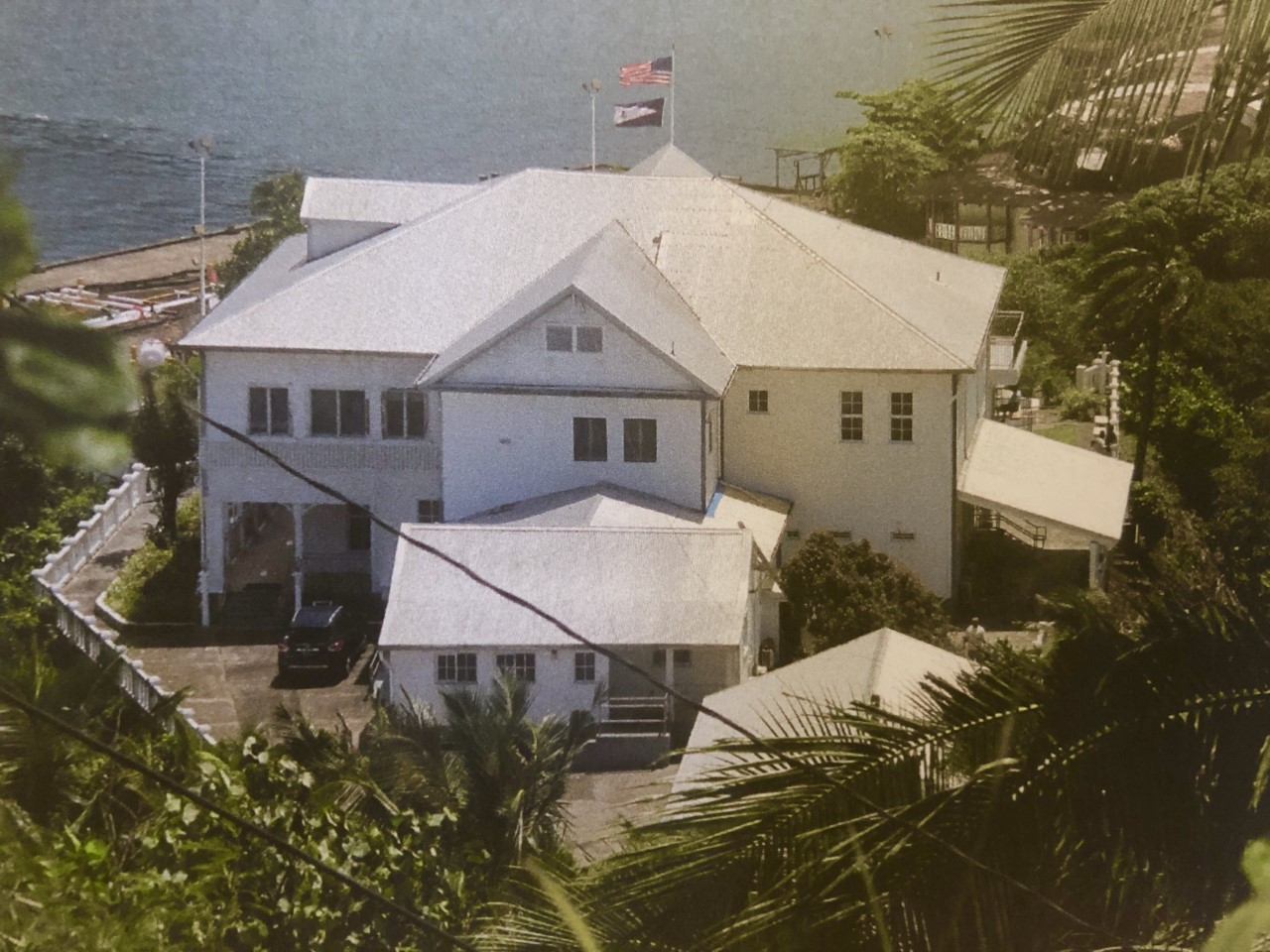
Vue du ciel.

L'hôtel du Gouvernement se situe sur Observatory Point, entre les villages d’Utulei et de Fagatogo (Samoa américaines). Le bloc d'origine de la maison est une structure cruciforme à ossature de bois, montée sur des piliers en béton. Il comporte deux étages, un toit en tôle ondulée et un bardage en bardeaux. Lors de sa construction, il était entouré de porches sur deux niveaux, mais des portions ont été fermées. L'ajout d'une pièce prolonge le bâtiment à l'est. En raison de son emplacement sur une crête, parfois exposée aux vents et aux ouragans, le bâtiment est sécurisé par des pics de métal de dix pieds enfouis dans le sol.
L'intérieur de la maison présente des caractéristiques propres à son emplacement et à son statut. Le rez-de-chaussée comprend cinq salles publiques, dont une grande salle à manger, un salon et une salle typiquement samoane, tapissée de tapa et abritant des objets samoans. Un autre aspect du rôle public de la propriété est la présence d'une maison d'hôte cérémonielle (fala tele) sur la propriété.
Lorsque les États-Unis ont pris le contrôle des Samoa, en raison du traité de Samoa de 1899, l'île a été placée sous l'administration de la marine américaine. Cette maison a été construite sur les ordres de l'amiral Uriel Sebree en 1903. À partir de cette maison, les gouverneurs de la marine ont administré le territoire jusqu'en 1951, date à laquelle l'administration a été confiée au département de l'Intérieur des États-Unis. Depuis, il est la résidence officielle des gouverneurs civils du territoire et accueille pratiquement tous les principaux dignitaires qui se rendent sur l'île.